# IC 4144
IC 4144 ist eine Spiralgalaxie vom Hubble-Typ Sb im Sternbild Jagdhunde am Nordsternhimmel. Sie ist schätzungsweise 477 Millionen Lichtjahre von der Milchstraße entfernt.
Das Objekt wurde am 21. März 1903 von Max Wolf entdeckt.